# Ścieżki chwały (obraz Christophera R.W. Nevinsona)
Ścieżki chwały (ang. Paths of Glory) – obraz olejny namalowany przez brytyjskiego artystę Christophera R.W. Nevinsona w 1917, znajdujący się w zbiorach Imperial War Museum w Londynie.

## Tytuł
Tytuł obrazu zaczerpnięto z wiersza Elegia napisana na wiejskim cmentarzu autorstwa Thomasa Graya.
The boast of heraldry, the pomp of pow’r,
And all that beauty, all that wealth e’er gave,
Awaits alike th’ inevitable hour.
The paths of glory lead but to the grave.

## Opis i historia obrazu
Obraz przedstawia zwłoki dwóch martwych żołnierzy Brytyjskiego Korpusu Ekspedycyjnego leżących twarzą w dół w błocie między drutami kolczastymi. Hełmy Brodiego i karabiny Lee-Enfield należące do żołnierzy są rozrzucone obok nich. Fakt, że twarze poległych są niewidoczne, podkreśla anonimowość ofiar wielkiej wojny.
Obraz Ścieżki chwały powstał podczas I wojny światowej, a ponieważ przedstawiał śmierć brytyjskich żołnierzy na froncie zachodnim, został ocenzurowany przez urzędowego cenzora obrazów i rysunków we Francji, podpułkownika Lee. Przypuszczalnie powodem tego działania było naturalistyczne przedstawienie poległych, eksponujące zgniliznę i rozdęcie zwłok. Taki obraz brytyjskich żołnierzy mógłby poruszyć opinię publiczną w Wielkiej Brytanii, co według cenzora nie było wskazane na tym etapie wojny. Decyzja ta została potwierdzona na trzy miesiące przed otwarciem wystawy Nevinsona w Leicester Galleries w 1918, ale Nevinson i tak wystawił obraz z brązowym paskiem papieru na całym płótnie, z napisem „ocenzurowane”. W rezultacie malarz został upomniany za wystawienie ocenzurowanego obrazu i za nieuprawnione użycie słowa „ocenzurowane” w przestrzeni publicznej. Zgodnie z przewidywaniami, „wyczyn” Nevinsona rozsławił jego dzieło. Obraz został zakupiony przez Imperial War Museum w trakcie trwania wystawy, a na wystawie zastąpił go inny obraz artysty pod tytułem Czołg.